# Hornussen
Hornussen (schweizertyska: Hornusse) är en ort i kommunen Böztal i kantonen Aargau, Schweiz. Orten var före den 1 januari 2022 en egen kommun, men slogs då samman med kommunerna Bözen, Effingen och Elfingen till den nya kommunen Böztal.